# Pierry
Pierry és un municipi francès, situat al departament del Marne i a la regió del Gran Est. L'any 2007 tenia 1.236 habitants.

## Demografia

### Població
El 2007 la població de fet de Pierry era de 1.236 persones. Hi havia 523 famílies, de les quals 131 eren unipersonals (28 homes vivint sols i 103 dones vivint soles), 174 parelles sense fills, 178 parelles amb fills i 40 famílies monoparentals amb fills.
La població ha evolucionat segons el següent gràfic:
Habitants censats

### Habitatges
El 2007 hi havia 551 habitatges, 525 eren l'habitatge principal de la família, 5 eren segones residències i 21 estaven desocupats. 516 eren cases i 31 eren apartaments. Dels 525 habitatges principals, 450 estaven ocupats pels seus propietaris, 59 estaven llogats i ocupats pels llogaters i 16 estaven cedits a títol gratuït; 16 tenien dues cambres, 59 en tenien tres, 139 en tenien quatre i 311 en tenien cinc o més. 430 habitatges disposaven pel capbaix d'una plaça de pàrquing. A 234 habitatges hi havia un automòbil i a 237 n'hi havia dos o més.

### Piràmide de població
La piràmide de població per edats i sexe el 2009 era:
| Homes | Edats   | Dones |
| ----- | ------- | ----- |
| 0     | 95 o +  | 0     |
| 4     | 90 a 94 | 0     |
| 4     | 85 a 89 | 4     |
| 8     | 80 a 84 | 12    |
| 16    | 75 a 79 | 12    |
| 24    | 70 a 74 | 48    |
| 24    | 65 a 69 | 48    |
| 36    | 60 a 64 | 48    |
| 36    | 55 a 59 | 20    |
| 80    | 50 a 54 | 72    |
| 52    | 45 a 49 | 48    |
| 56    | 40 a 44 | 72    |
| 68    | 35 a 39 | 44    |
| 28    | 30 a 34 | 40    |
| 48    | 25 a 29 | 40    |
| 44    | 20 a 24 | 44    |
| 48    | 15 a 19 | 56    |
| 56    | 10 a 14 | 56    |
| 36    | 5 a 9   | 52    |
| 36    | 0 a 4   | 36    |

## Economia
El 2007 la població en edat de treballar era de 830 persones, 621 eren actives i 209 eren inactives. De les 621 persones actives 581 estaven ocupades (318 homes i 263 dones) i 41 estaven aturades (16 homes i 25 dones). De les 209 persones inactives 77 estaven jubilades, 77 estaven estudiant i 55 estaven classificades com a «altres inactius».

### Ingressos
El 2009 a Pierry hi havia 532 unitats fiscals que integraven 1.224,5 persones, la mediana anual d'ingressos fiscals per persona era de 22.223 €.

### Activitats econòmiques
Dels 125 establiments que hi havia el 2007, 3 eren d'empreses extractives, 8 d'empreses alimentàries, 1 d'una empresa de fabricació de material elèctric, 6 d'empreses de fabricació d'altres productes industrials, 8 d'empreses de construcció, 51 d'empreses de comerç i reparació d'automòbils, 3 d'empreses de transport, 12 d'empreses d'hostatgeria i restauració, 1 d'una empresa d'informació i comunicació, 3 d'empreses financeres, 4 d'empreses immobiliàries, 13 d'empreses de serveis, 6 d'entitats de l'administració pública i 6 d'empreses classificades com a «altres activitats de serveis».
Dels 27 establiments de servei als particulars que hi havia el 2009, 1 era una oficina de correu, 1 una oficina bancària, 1 funerària, 6 tallers de reparació d'automòbils i de material agrícola, 2 tallers d'inspecció tècnica de vehicles, 1 paleta, 1 guixaire pintor, 1 lampisteria, 2 perruqueries, 9 restaurants, 1 tintoreria i 1 saló de bellesa.
Dels 28 establiments comercials que hi havia el 2009, 1 era, 1 un hipermercat, 1 un supermercat, 1 una botiga de menys de 120 m², 1 una fleca, 1 una carnisseria, 2 llibreries, 6 botigues de roba, 1 una botiga de roba, 1 una botiga d'equipament de la llar, 1 una sabateria, 4 botigues de mobles, 2 botigues de material esportiu, 1 una botiga de material esportiu, 1 un drogueria, 1 una perfumeria i 2 floristeries.
L'any 2000 a Pierry hi havia 89 explotacions agrícoles que ocupaven un total de 286 hectàrees.

## Equipaments sanitaris i escolars
L'únic equipament sanitari que hi havia el 2009 era una farmàcia.
El 2009 hi havia 1 escola maternal i 1 escola elemental.

## Poblacions més properes
El següent diagrama mostra les poblacions més properes.